# Jan Zawidzki

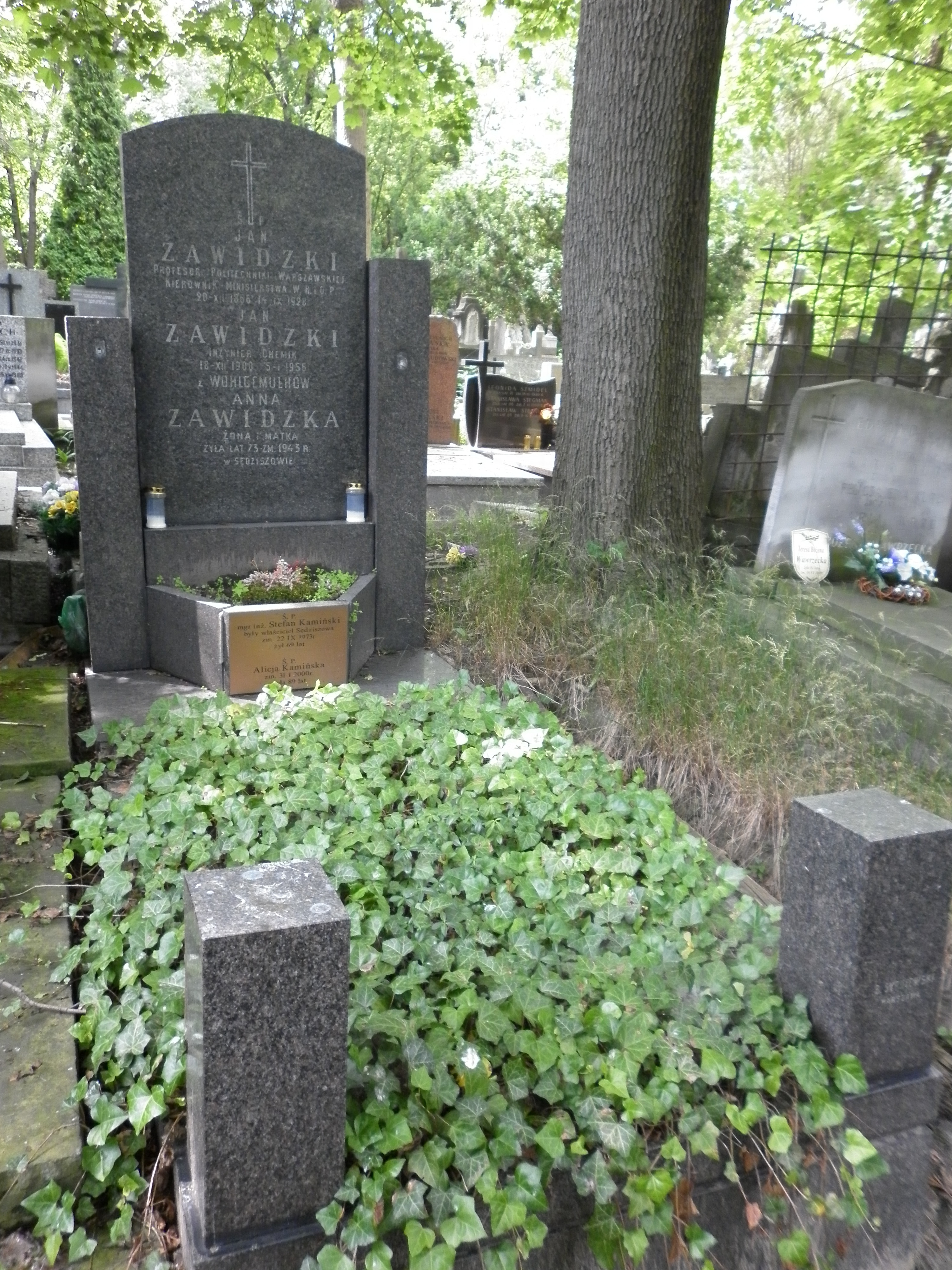
Grób Jana Zawidzkiego na cmentarzu Powązkowskim

Jan Wiktor Zawidzki (ur. 20 grudnia 1866 we Włókach, zm. 14 września 1928 w Warszawie) – polski fizykochemik, m.in. profesor Akademii Rolniczej w Dublanach, Uniwersytetu Jagiellońskiego, Politechniki Warszawskiej (jej rektor w latach 1918/19), filister Korporacji Akademickiej Arkonia, historyk chemii, autor podręczników. W latach 1918–1919 rektor Politechniki Warszawskiej.

## Życiorys
Rodzina;  
- Ojciec - Jan Wiktor
- Matka - Zofia z Gościckich

Nauki początkowe pobierał w domu, a następnie ukończył Warszawską Szkołę Realną (1876-1884). W styczniu 1886 roku zdał egzamin wstępny do prywatnej ryskiej Szkoły Politechnicznej Bałtyckiej. Początkowo studiował na Wydziale Mechanicznym jednak po kilku semestrach przeniósł się na Wydział Chemiczny.
W 1895 po zdaniu wszystkich egzaminów otrzymał dyplom inżyniera chemika z odznaczeniem. Gdy studiował w Rydze był członkiem korporacji „Arkonia”, a w latach 1892–1893- piastował stanowisko jej prezesa.
Absolwent Wydziału Budowy Maszyn i Chemii Politechniki Ryskiej na której był później asystentem i docentem. Studia uzupełniające w Lipsku (doktorat) i Amsterdamie. Od 1907 profesor Akademii Rolniczej w Dublanach na której do 1917 kierował katedrą chemii ogólnej.
W czasie pobytu w Lipsku był członkiem stowarzyszenia naukowego ”Unitas”, skupiającego Polaków studiujących  na tamtejszym Uniwersytecie.  Został wybrany jako delegat na Zjazd Zjednoczenia Towarzystw Polskich w Zurychu a następnie w 1898 roku został prezesem „Unitas”.
W 1905 roku złożył egzamin na stopień magistra chemii na Uniwersytecie Petersburskim. W tym samym roku uzyskał tytuł inżyniera-technologa w Ryskim Instytucie Politechnicznym.
Czynnie brał udział w wydarzeniach rewolucyjnych w 1905 roku. Za jego inicjatywą powstał „Związek Docentów Politechniki”, którego wiceprezesem był w latach 1905–1906.
W 1906 roku obrano go docentem chemii fizycznej stosowanej. 
Od 1907 profesor Akademii Rolniczej w Dublanach na której do 1917 kierował Katedrą Chemii Ogólnej.
1 października 1917 roku powołany został na stanowisko wykładowcy chemii nieorganicznej na Uniwersytecie Warszawskim i Politechniki Warszawskiej.
19 maja 1919 roku otrzymał nominację profesora zwyczajnego oraz stanowisko kierownika Katedry Chemii Nieorganicznej na Wydziale Chemii PW.
Pracownik Ministerstwa Wyznań Religijnych i Oświecenia Publicznego. od 11 XII 1924 do 25 III 1925 jako kierownik tego resortu wchodził w skład gabinetu Władysława Grabskiego.
Spoczywa na cmentarzu Powązkowskim w Warszawie (kw. 217-III-14).
Od roku 1979 Polskie Towarzystwo Chemiczne przyznaje medal jego imienia za wybitne osiągnięcia z zakresu chemii fizycznej i nieorganicznej.

## Stanowiska
- 1892–1893 prezes i członek korporacji „Arkonia”;
- 1898 prezes „Unitas”;
- 1900 asystent w Katedrze Chemii Fizycznej w Ryskim Instytucie Politechnicznym;
- 1905–1906 założyciel i wiceprezes „Związku Docentów Politechniki”;
- 1917 kierownik Katedry Chemii Ogólnej Akademii Rolniczej w Dulbanach;
- 1917 wykładowca chemii nieorganicznej na Uniwersytecie Warszawskim i Politechniki Warszawskiej;
- 1917–1918 i 1918-1919 Rektor Politechniki Warszawskiej;
- 1918–1919 profesor w Katedrze Chemii Nieorganicznej UW;
- 1919 kierownik Katedry Chemii Nieorganicznej na  Wydziale Chemii Politechniki Warszawskiej;
- 1921–1928 wiceprezes Komitetu Zarządzającego Kasy im. J. Mianowskiego;
- Pracownik Ministerstwa Wyznań Religijnych i Oświecenia Publicznego. Od 11 XII 1924 do 25 III 1925 jako kierownik tego resortu wchodził w skład gabinetu Władysława Grabskiego;

## Członkostwa
- 1901 członek Komisji Bibliograficznej Akademii Umiejętności w Krakowie;
- 1908 członek Polskiego Towarzystwa Przyrodników im. Kopernika;
- 1903 członek Niemieckiego Towarzystwa Chemicznego;
- 1905 członek Rosyjskiego Towarzystwa Fizyko-Chemicznego;
- 1908 członek Niemieckiego Towarzystwa Historii Medycyny i Nauk Przyrodniczych;
- 1912 członek Niemieckiego Towarzystwa im. Roberta Wilhelma Bunsena;
- 1918 członek Komitetu Zarządzającego Kasy im J. Mianowskiego;
- 1921 członek Francuskiego Towarzystwa Chemicznego;
- 1921 członek czynnego krajowego Wydziału Matematyczno-Przyrodniczego PAN w Krakowie;
- 1920 członek i sekretarz generalny, od 1922 członek zarządu Akademii Nauk Technicznych;

## Ordery i odznaczenia
- Krzyż Komandorski Orderu Odrodzenia Polski – 2 maja 1923 „w uznaniu zasług, położonych dla Rzeczypospolitej Polskiej na polu nauki oraz pracy pedagogicznej”[5][6]

## Wybrane publikacje
- Warszawa 1932 „Chemia nieorganiczna”
- Warszawa 1931 „Kinetyka Chemiczna”
- Prace zamieszczane na łamach czasopism; „Chemik Polski”, „Roczniki Chemii”, „Przemysł Chemiczny”, „Przegląd Techniczny”